# Ring Christlich-Demokratischer Studenten

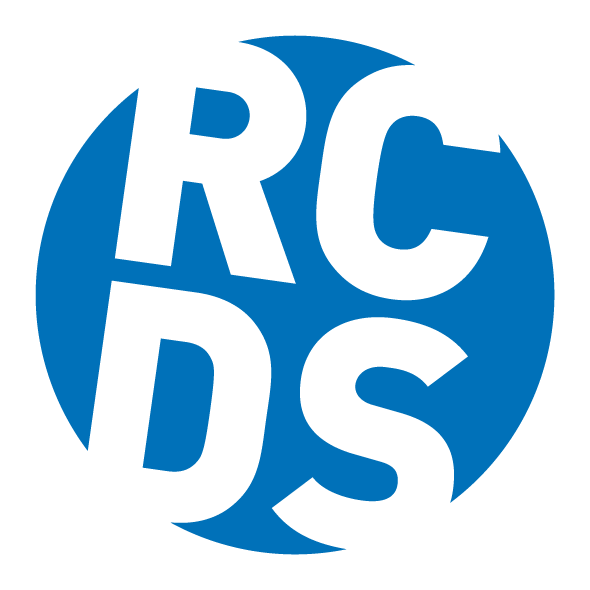
Logo du RCDS datant de 2014

Le RCDS pour Ring Christlich-Demokratischer Studenten (Cercle des étudiants chrétiens démocrates) est une association politique étudiante allemande présente dans l'ensemble du pays. Idéologiquement proche de l'union chrétienne-démocrate (CDU), il est cependant indépendant sur le plan institutionnel, au contraire par exemple de la Junge Union qui est l'organisation de jeunesse officielle de la CDU/CSU.
Le RCDS se compose de plus d'une centaine de groupements locaux dans différentes universités et écoles supérieures allemandes et revendique environ 8 000 membres. Son activité principale est la politique universitaire. Des membres du RCDS siègent ainsi dans de nombreux parlements universitaires.
Les valeurs officielles du RCDS sont le respect de l'ordre constitutionnel libre et démocratique (tel que défini par la loi fondamentale allemande), les droits de l'homme, l'économie sociale de marché et la construction européenne.